# Augustinus Frotz

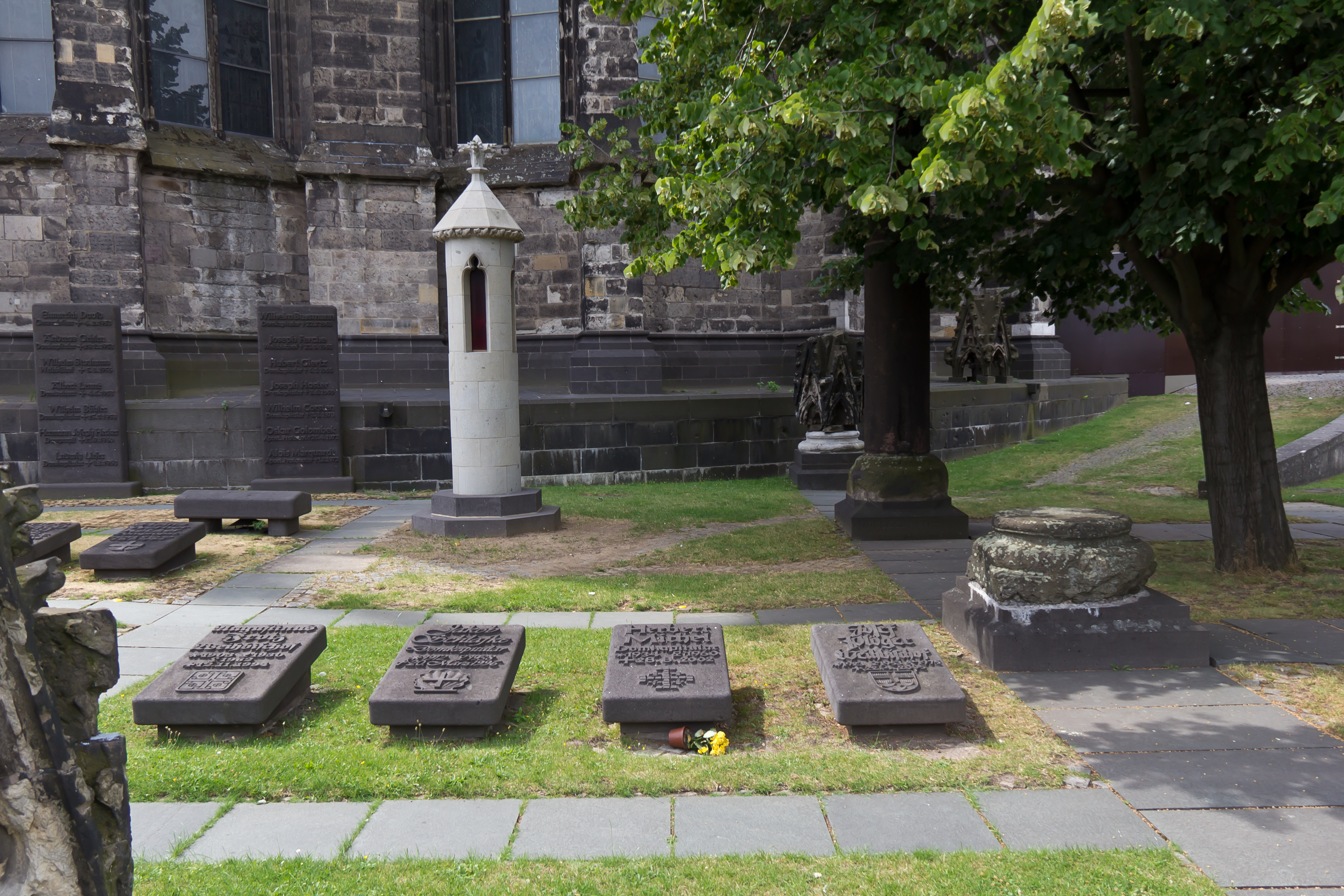
Grab (links außen) auf dem Domherrenfriedhof Köln

Augustinus Frotz (* 25. Mai 1903 in Vohwinkel; † 12. November 1994 in Köln) war ein deutscher römisch-katholischer Priester. Er war 1962–1983 Weihbischof im Erzbistum Köln.

## Leben
Frotz war das vierte von sechs Kindern. Nach dem Besuch der katholischen Volksschule begann er 1917 eine kaufmännische Lehre. Weil er sich jedoch zum Priester berufen fühlte, brach er die Lehre ab, um im Frühjahr 1924, nach Ablegung des Abiturs, mit dem Studium der Theologie in Bonn zu beginnen. Im Herbst 1924 wechselte er ans Germanicum nach Rom, an dem er 1927 zum Doktor der Philosophie und 1931 zum Doktor der Theologie über Die Märtyrer von England im 16. Jahrhundert promoviert wurde. Am 20. Mai 1930 empfing er die Diakonenweihe und 26. Oktober 1930 die Priesterweihe, danach war Frotz zunächst Kaplan von St. Stephan in Köln-Lindenthal, später Dompfarrvikar am Kölner Dom. Nach langen Jahren priesterlichen Wirkens als Diözesanjugendseelsorger und Evakuiertenseelsorger wurde er 1957 zum residierenden Domkapitular berufen.
Am 7. August 1962 wurde Augustinus Frotz von Papst Johannes XXIII. zum Titularbischof von Corada und zum Weihbischof in Köln ernannt. Am 7. Oktober 1962 empfing er im Hohen Dom zu Köln die Bischofsweihe durch den Kardinal Joseph Frings, Mitkonsekratoren waren die Kölner Weihbischöfe Joseph Ferche und Wilhelm Cleven. 
Als Konzilsvater nahm er am Zweiten Vatikanischen Konzil teil. Er hielt jeweils eine Konzilsansprache am 29. Oktober 1964 und am 4. Oktober 1965, in denen er – mit Verweis auf die gesellschaftliche Gleichstellung der Frau und die entsprechenden Ausführungen von Papst Johannes XXIII. dazu – für eine Verbesserung der Stellung der Frau innerhalb der Kirche warb. Er forderte, dass die Frau neben ihrer fundamentalen Bedeutung für die Familie „Zugang findet zu allen Stellungen und Dienstleistungen in der Gesellschaft und in der Kirche“, beispielsweise durch Übernahme bedeutsamer Aufgaben im „Apostolat der Kirche“. „Den nationalen und internationalen katholischen Frauenorganisationen müssen wir die nötige Unterstützung gewähren“, damit die Frauen in der ganzen Welt die Kirche als „wahre Hüterin der Personenwürde der Frau erblickten“.
Augustinus Frotz ist es unter anderem zu verdanken, dass am 28. April 1968 unter Anwesenheit von Kardinal Frings weltweit die erste Weihe von verheirateten Männern zu Ständigen Diakonen im Kölner Dom stattfinden konnte.
In Bonn gehörte er der Studentenverbindung St.V.k.Th. Rhenofrankonia Bonn an. Seit 1963 war er Ehrenmitglied der katholischen Studentenverbindung KDStV Grotenburg (Detmold) Köln im CV.
Im Jahr 1983 trat er als Weihbischof der Erzdiözese Köln zurück.